# Souimanga à collier
Espèce
Statut de conservation UICN

 LC  : Préoccupation mineure
Le Souimanga à collier (Hedydipna collaris) est une espèce de passereaux de la famille des Nectariniidae.

## Répartition
Cet oiseau vit en Afrique subsaharienne.

## Habitat
Cet oiseau fréquente milieux forestiers (notamment de varzea), savane sèche, maquis humide, tourbières et plantations.

## Alimentation
Cet oiseau se nourrit d'insectes et de fruits (e.g. de Chrysanthemoides, Macaranga).